# Baydhabo
Baydhabo (som. Baydhabo; arab. Bajdabu, Bayḑābū; ang. Baidoa) – miasto w południowo-centralnej Somalii, 256 kilometrów od stolicy Mogadiszu; stolica regionu Bay; 135 tys. mieszkańców (2006). Przemysł spożywczy.